# Coloratura (canción)
«Coloratura» es una canción de la banda británica Coldplay, producida por Max Martin, Oscar Holter y Bill Rahko. Aparece como la última pista de su noveno álbum de estudio, Music of the Spheres, y es la canción más larga publicada por la banda, con una duración de 10 minutos y 18 segundos.

## Antecedentes
El 20 de julio de 2021, Coldplay anunció a través de las redes sociales que lanzarían un nuevo álbum, Music of the Spheres, a finales de año. En la misma declaración, mencionaron que la canción de cierre se lanzaría en tres días, mientras que el precedente sencillo «My Universe» llegaría en septiembre. Junto a la canción se publicó un video lírico dirigido por Pilar Zeta y Victor Scorrano, que presenta la nebulosa ficticia que le da nombre a la canción.

## Recepción de la crítica
«Coloratura» ha recibido la aclamación universal de la crítica. Matt Doria de NME elogió la canción por «hacer eco de las vibraciones rapsódicas de rock progresivo de Pink Floyd en The Dark Side of the Moon» y también notó cómo marca «un paso ambicioso hacia un territorio desconocido para Coldplay, aunque sin alejarse demasiado de [su] pasaje estándar». Escribiendo para Rolling Stone, Daniel Kreps describió la canción como una «epopeya espacial» y un «viaje multi-suites al cosmos, con Chris Martin verificando el nombre de los cuerpos celestes [...] a lo largo de su viaje a las estrellas». Ahad Sanwari de la revista V mencionó que «solamente Coldplay, en esta época, pensaría 'hagamos una canción que dure más de diez minutos', y aún así, de alguna manera [...] serán capaz de lograrlo». También elogió a la banda al notar que "[ellos] claramente dominaron el arte de crear una atmósfera especial y un estado de ánimo a través de su música".

## Personal
Créditos adaptados de YouTube.

### Coldplay
- Chris Martin – voz principal, piano, guitarra acústica
- Jonny Buckland – guitarra, teclados
- Guy Berryman – bajo
- Will Champion – batería, percusión, voces secundarias

### Personal adicional
- Davide Rossi – cuerdas
- John Metcalfe – cuerdas
- Jon Hopkins – teclados
- Max Martin – teclados adicionales, caja de ritmos, voces adicionales, productor
- Bill Rahko – theremin, productor
- Dan Green – programador
- Oscar Holter – teclados, caja de ritmos, productor
- Cherif Hashizume – programador adicional
- Paris Strother – sintetizador
- Rik Simpson – teclados adicionales, voces adicionales
- Randy Merrill – masterización

## Posicionamiento en listas
| Listas (2021)                                           | Mejor posición |
| ------------------------------------------------------- | -------------- |
| Reino Unido Singles Download Chart (OCC)                | 65             |
| Estados Unidos Hot Rock & Alternative Songs (Billboard) | 34             |